# Meeting de Paris 2021
Das Meeting de Paris 2021 war eine Leichtathletik-Veranstaltung, die am 28. August im Stade Charléty in der französischen Hauptstadt Paris stattfand und Teil der Diamond League war. Es war dies das vorletzte Meeting dieser Veranstaltungsreihe vor dem Finale in Zürich.

## Ergebnisse

### Männer

#### 200 m
| Platz | Athlet             | Land | Zeit (s) |
| ----- | ------------------ | ---- | -------- |
| 1     | Fred Kerley        | USA  | 19,79 PB |
| 2     | Kenneth Bednarek   | USA  | 19,79    |
| 3     | Aaron Brown        | CAN  | 20,20    |
| 4     | Yancarlos Martínez | DOM  | 20,22    |
| 5     | Isaac Makwala      | BOT  | 20,26    |
| 6     | Josephus Lyles     | USA  | 20,37    |
| 7     | Fausto Desalu      | ITA  | 20,41    |
| 8     | Mouhamadou Fall    | FRA  | 20,46    |

Wind: +1,6 m/s

#### 800 m
| Platz | Athlet                       | Land | Zeit (min) |
| ----- | ---------------------------- | ---- | ---------- |
| 1     | Wycliffe Kinyamal            | KEN  | 1:43,94    |
| 2     | Ferguson Cheruiyot Rotich    | KEN  | 1:44,45    |
| 3     | Marco Arop                   | CAN  | 1:44,74    |
| 4     | Peter Bol                    | AUS  | 1:44,88    |
| 5     | Elliot Giles                 | GBR  | 1:44,92    |
| 6     | Gabriel Tual                 | FRA  | 1:45,05    |
| 7     | Amel Tuka                    | BIH  | 1:45,37    |
| 8     | Adrián Ben                   | ESP  | 1:45,40    |
| 9     | Clayton Murphy               | USA  | 1:45,60    |
| 10    | Patryk Dobek                 | POL  | 1:48,37    |
|       | Patryk Sieradzki (Pacemaker) | POL  | DNF        |

#### 110 m Hürden
| Platz | Athletin                | Land | Zeit (s) |
| ----- | ----------------------- | ---- | -------- |
| 1     | Hansle Parchment        | JAM  | 13,03 SB |
| 2     | Devon Allen             | USA  | 13,08 SB |
| 3     | Daniel Roberts          | USA  | 13,16    |
| 4     | Ronald Levy             | JAM  | 13,24    |
| 5     | Aurel Manga             | FRA  | 13,40    |
| 6     | Andrew Pozzi            | GBR  | 13,49    |
| 7     | Just Kwaou-Mathey       | FRA  | 13,50    |
|       | Pascal Martinot-Lagarde | FRA  | DSQ      |

Wind: +0,7 m/s

#### 3000 m Hindernis
| Platz                        | Athlet                 | Land | Zeit (min) |
| ---------------------------- | ---------------------- | ---- | ---------- |
| 1                            | Benjamin Kigen         | KEN  | 8:07,12 WL |
| 2                            | Abraham Kibiwot        | KEN  | 8:09,35    |
| 3                            | Leonard Kipkemoi Bett  | KEN  | 8:10,21 SB |
| 4                            | Getnet Wale            | ETH  | 8:13,31    |
| 5                            | Matthew Hughes         | CAN  | 8:13,77    |
| 6                            | Yemane Haileselassie   | ERI  | 8:15,24    |
| 7                            | Osama Zoghlami         | ITA  | 8:17,24    |
| 8                            | Ahmed Abdelwahed       | ITA  | 8:19,14    |
| 9                            | Hillary Bor            | USA  | 8:23,35    |
| 10                           | Abrham Sime            | ETH  | 8:23,35    |
| 11                           | Mehdi Belhadj          | FRA  | 8:34,29    |
| 12                           | Abdelhamid Zerrifi     | FRA  | 8:37,97    |
| 13                           | Topi Raitanen          | FIN  | 8:42,00    |
| 14                           | Mohamed Tindouft       | MAR  | 8:46,82    |
|                              | Fernando Carro Morillo | ESP  | DNF        |
| Soufiane el-Bakkali          | MAR                    | DNF  |            |
| Conseslus Kipruto            | KEN                    | DNF  |            |
| Sebastián Martos (Pacemaker) | ESP                    | DNF  |            |
| Ala Zoghlami (Pacemaker)     | ITA                    | DNF  |            |

#### Stabhochsprung
| Platz | Athlet              | Land | Höhe (m) |
| ----- | ------------------- | ---- | -------- |
| 1     | Armand Duplantis    | SWE  | 6,01 MR  |
| 2     | Ernest Obiena       | PHI  | 5,91 NR  |
| 3     | Christopher Nilsen  | USA  | 5,81     |
| 4     | Sam Kendricks       | USA  | 5,73     |
| 5     | KC Lightfoot        | USA  | 5,73     |
| 6     | Valentin Lavillenie | FRA  | 5,65     |
| 7     | Piotr Lisek         | POL  | 5,52     |
| 8     | Ethan Cormont       | FRA  | 5,55     |
| 9     | Kurtis Marschall    | AUS  | 5,45     |
| 10    | Renaud Lavillenie   | FRA  | 5,30     |
|       | Harry Coppell       | GBR  | NH       |

#### Dreisprung
| Platz | Athlet               | Land | Weite (m) |
| ----- | -------------------- | ---- | --------- |
| 1     | Hugues Fabrice Zango | BFA  | 16,97     |
| 2     | Yasser Triki         | ALG  | 17,16     |
| 3     | Tiago Pereira        | POR  | 16,66     |
| 4     | Jean-Marc Pontvianne | FRA  | 16,62     |
| 5     | Chris Benard         | USA  | 16,61     |
| 6     | Max Heß              | GER  | 16,56     |
| 7     | Tobia Bocchi         | ITA  | 16,53     |
| 8     | Donald Scott         | USA  | 16,44     |
| 9     | Benjamin Compaoré    | FRA  | 16,24     |

#### Speerwurf
| Platz | Athlet               | Land | Weite (m) |
| ----- | -------------------- | ---- | --------- |
| 1     | Anderson Peters      | GRN  | 85,98 PB  |
| 2     | Johannes Vetter      | GER  | 87,20     |
| 3     | Andrian Mardare      | MDA  | 85,43     |
| 4     | Jakub Vadlejch       | CZE  | 85,17     |
| 5     | Aljaksej Katkawez    | BLR  | 82,40     |
| 6     | Vítězslav Veselý     | CZE  | 80,73     |
| 7     | Julian Weber         | GER  | 80,40     |
| 8     | Gatis Čakšs          | LAT  | 80,06     |
| 9     | Teura’itera’i Tupaia | FRA  | 77,91     |
| 10    | Pawel Mjaleschka     | BLR  | 75,03     |

### Frauen

#### 100 m
| Platz | Athletin              | Land | Zeit (s) |
| ----- | --------------------- | ---- | -------- |
| 1     | Elaine Thompson-Herah | JAM  | 10,72 MR |
| 2     | Shericka Jackson      | JAM  | 10,97    |
| 3     | Dina Asher-Smith      | GBR  | 11,06    |
| 4     | Natasha Morrison      | JAM  | 11,09    |
| 5     | Mujinga Kambundji     | SUI  | 11,12    |
| 6     | Daryll Neita          | GBR  | 11,12    |
| 7     | Ajla Del Ponte        | SUI  | 11,12    |
| 8     | Alexandra Burghardt   | GER  | 11,21    |

Wind: +1,3 m/s

#### 400 m
| Platz | Athletin          | Land | Zeit (s) |
| ----- | ----------------- | ---- | -------- |
| 1     | Marileidy Paulino | DOM  | 50,12    |
| 2     | Sada Williams     | BAR  | 50,30    |
| 3     | Allyson Felix     | USA  | 50,47    |
| 4     | Femke Bol         | NED  | 50,59    |
| 5     | Quanera Hayes     | USA  | 50,81    |
| 6     | Natalia Kaczmarek | POL  | 51,32    |
| 7     | Candice McLeod    | JAM  | 51,41    |
| 8     | Amandine Brossier | FRA  | 52,79    |

#### 3000 m
| Platz                          | Athletin                      | Land | Zeit (min)       |
| ------------------------------ | ----------------------------- | ---- | ---------------- |
| 1                              | Francine Niyonsaba            | BDI  | 8:19,08 WL MR NR |
| 2                              | Ejgayehu Taye                 | ETH  | 8:19,52 NR       |
| 3                              | Margaret Chelimo Kipkemboi    | KEN  | 8:21,53 PB       |
| 4                              | Elise Cranny                  | USA  | 8:30,30 PB       |
| 5                              | Fantu Worku                   | ETH  | 8:30,76 PB       |
| 6                              | Eilish McColgan               | GBR  | 8:31,36          |
| 7                              | Karoline Bjerkeli Grøvdal     | NOR  | 8:33,47 PB       |
| 8                              | Konstanze Klosterhalfen       | GER  | 8:36,70          |
| 9                              | Alicia Monson                 | USA  | 8:40,08          |
| 10                             | Gabriela DeBues-Stafford      | CAN  | 8:44,21          |
| 11                             | Beatrice Chebet               | KEN  | 48:44,27         |
| 12                             | Hanna Klein                   | GER  | 8:46,01          |
| 12                             | Nadia Battocletti             | ITA  | 8:58,12          |
|                                | Esther Guerrero (Pacemakerin) | ESP  | DNF              |
| Kate van Buskirk (Pacemakerin) | CAN                           | DNF  |                  |

#### 100 m Hürden
| Platz | Athletin            | Land | Zeit (s) |
| ----- | ------------------- | ---- | -------- |
| 1     | Danielle Williams   | JAM  | 12,50 SB |
| 2     | Nadine Visser       | NED  | 12,58 NR |
| 3     | Megan Tapper        | JAM  | 12,66    |
| 4     | Tobi Amusan         | NGR  | 12,69    |
| 5     | Gabriele Cunningham | USA  | 12,86    |
| 6     | Christina Clemons   | USA  | 12,96    |

Wind: +1,7 m/s

#### 400 m Hürden
| Platz | Athletin            | Land | Zeit (s) |
| ----- | ------------------- | ---- | -------- |
| 1     | Gianna Woodruff     | PAN  | 54,44    |
| 2     | Hanna Ryschykowa    | UKR  | 54,59    |
| 3     | Janieve Russell     | JAM  | 54,75    |
| 4     | Cara Nnenya Hailey  | USA  | 54,78    |
| 5     | Wiktorija Tkatschuk | UKR  | 54,93    |
| 6     | Emma Zapletalová    | SVK  | 55,61    |
| 7     | Paulien Couckuyt    | BEL  | 56,36    |
| 8     | Shamier Little      | USA  | 57,18    |

#### Hochsprung
| Platz | Athletin              | Land | Höhe (m) |
| ----- | --------------------- | ---- | -------- |
| 1     | Nicola McDermott      | AUS  | 1,98     |
| 2     | Marija Lassizkene     | ANA  | 1,98     |
| 3     | Iryna Heraschtschenko | UKR  | 1,95     |
| 4     | Eleanor Patterson     | AUS  | 1,95     |
| 5     | Jaroslawa Mahutschich | UKR  | 1,95     |
| 6     | Kamila Lićwinko       | POL  | 1,92     |
| 7     | Elena Vallortigara    | ITA  | 1,92     |
| 8     | Laureen Maxwell       | FRA  | 1,89     |
| 9     | Solène Gicquel        | FRA  | 1,89     |
| 9     | Julija Lewtschenko    | UKR  | 1,89     |
| 11    | Inika McPherson       | USA  | 1,81     |

#### Diskuswurf
| Platz | Athletin             | Land | Weite (m) |
| ----- | -------------------- | ---- | --------- |
| 1     | Sandra Perković      | HRV  | 66,08     |
| 2     | Yaimé Pérez          | CUB  | 65,31     |
| 3     | Valarie Allman       | USA  | 64,51     |
| 4     | Liliana Cá           | POR  | 62,43     |
| 5     | Mélina Robert-Michon | FRA  | 62,42     |
| 6     | Denia Caballero      | CUB  | 61,95     |
| 7     | Kristin Pudenz       | GER  | 61,78     |
| 8     | Claudine Vita        | GER  | 58,09     |
| 9     | Marike Steinacker    | GER  | 54,24     |